# Agusan
Az Agusan folyó a Fülöp-szigeteken, Mindanao szigetén. Forrása Tagum várostól 40 km-re keletre található Davao tartományban. Hossza 400 km. Észak felé folyik és Butuan városnál ömlik a Bohol-tengerbe. Mindanao sziget leghosszabb folyója.

## Földrajza
A folyó forrásvidéke Davao de Oro hegyeiben található. A folyó a széles Agusan folyó völgyében folyik, ami délről északra 177 kilométer hosszú, szélessége pedig 32-48 kilométer között váltakozik, végül a Butuan-öbölbe torkollik.
Az Agusan folyó medencéjének egyik kiemelkedő jellemzője az Agusan mocsár jelenléte, mely összesen 19 197 hektár kiterjedésű. A mocsár az Agusan árvízvisszatartó medencéjeként funkcionál, csökkentve a folyó alsó szakaszán a hirtelen áradásokat okozó magas vízhozamot. Emellett a mocsár olyan egyedülálló és érintetlen élőhelyeket biztosít, mint a sago- és tőzegmocsár-erdő, és otthont ad a veszélyeztetett és őshonos növény- és állatvilág számára. Ezért 1996-ban az akkori elnök, Fidel V. Ramos vadvédelmi területté nyilvánította.

## Vízgyűjtőterülete
Az Agusan medencéje a domborzati jellemzők alapján három részmedencére oszlik: az Agusan felső medencéjére, az Agusan középső medencéjére és az Agusan alsó medencéjére. Az Agusan folyó felső medencéje a Davao de Oro hegységben fekvő forrásvidékétől Santa Josefa, Agusan del Sur és Veruela, Agusan del Sur közötti szakasz, a középső Agusan folyó medencéje a folyó Santa Josefa és Amparo Agusan del Sur közötti szakasza, míg az alsó Agusan folyó medencéje Amparótól a Butuannál lévő torkolatáig terjed.

## Kultúra
A folyón a Baranggays mentén tett hajókirándulás során sok mindent meg lehet ismerni Butuan történelméről, kultúrájáról, kézműves mesterségeiről és lakóiról. Agusan védőszentje, Szent Anna tiszteletére minden július utolsó szombatján Abayan Fesztivált tartanak. A folyón virágfelvonulásokat rendeznek, és barotókkal (kis evezős csónakokkal) versenyeket szerveznek.